# Ōharu
Ōharu (jap. 大治町 Ōharu-chō) – miasto w Japonii, na wyspie Honsiu, w prefekturze Aichi. Według danych na rok 2020 miejscowość zamieszkiwało 32 399 mieszkańców , a gęstość zaludnienia wyniosła 4916,4 os./km².